# Isosturmia japonica
Isosturmia japonica är en tvåvingeart som först beskrevs av Louis-Paul Mesnil 1957.  Isosturmia japonica ingår i släktet Isosturmia och familjen parasitflugor. Inga underarter finns listade i Catalogue of Life.